# François Legrand
Pour les articles homonymes, voir François Legrand (peintre) et Legrand.
Cet article concerne le sportif champion d'escalade. Pour le peintre, voir François Legrand (peintre).
François Legrand, né en 1970 à Grenoble, dans une famille d'alpinistes, est un grimpeur français possédant l'un des plus beaux palmarès en escalade de compétition. Il est cinq fois vainqueur de la coupe du monde d’escalade, trois fois champion du monde, et champion d’Europe.
Falaisiste remarquable, il est aussi l'un des premiers grimpeurs français à avoir atteint le neuvième degré avec Robi in the Sky (9a) dans les calanques de Marseille, baptisée ainsi en hommage à son grand-père guide de montagne et champion du monde vétéran de ski alpin décédé peu avant.

## Biographie
Fils d'un guide de haute-montagne, François a commencé à grimper et arpenter la montagne dès le plus jeune âge. Pour réaliser sa passion (ses parents préféraient le voir guide plutôt que grimpeur), à dix-huit ans, il quitte la maison de ses parents et se réfugie pendant plusieurs mois dans une grotte à Buoux. En 1988, il participe à des compétitions d'escalade au niveau national.
En 1990, il déménage à Aix-en-Provence où il loue un appartement avec Yuji Hirayama. En 1990, il remporte son premier titre de la coupe du monde d'escalade, suivi par trois autres en 1991, 1992 et 1993. En 1997, il remporte une cinquième coupe du monde, devenant le plus grand gagnant de ce trophée. Parallèlement, il remporte la médaille d'or au championnat du monde d'escalade lors de trois éditions consécutives, à Francfort-sur-le-Main en 1991, à Innsbruck en 1993 et à Genève en 1995 avant de terminer médaillé de bronze à Chamonix, en 1997. Il participe à la compétition Master Rock, où il finit quatre fois premier, deux fois second et trois fois troisième.
Il prend sa retraite de la compétition en 2003 et depuis s'est lui-même consacré à l'escalade, en donnant des conférences, participant à des expositions et enseignant des cours d'escalade.
En 2009, il est entraîneur d'escalade de la jeunesse nationale française.
En 2013, il participe auprès de nombreux élus, à l'inauguration d'un complexe sportif portant son nom, à La Baconnière, dans la Mayenne.

## Style de grimpe
Analytique, séquencé et minutieux.

## Palmarès

### Championnats du monde
- 1997 à Chamonix,  France
  -  Médaille de bronze en difficulté
- 1995 à Genève,  Suisse
  -  Médaille d'or en difficulté
- 1993 à Innsbruck,  Autriche
  -  Médaille d'or en difficulté
- 1991 à Francfort-sur-le-Main,  Allemagne
  -  Médaille d'or en difficulté

### Coupe du monde d'escalade
- 1999 :  Médaille d'argent en difficulté
- 1997 :  Médaille d'or en difficulté
- 1995 :  Médaille d'argent en difficulté
- 1994 :  Médaille d'argent en difficulté
- 1993 :  Médaille d'or en difficulté
- 1992 :  Médaille d'or en difficulté
- 1991 :  Médaille d'or en difficulté
- 1990 :  Médaille d'or en difficulté

### Championnats d'Europe
- 1992 à Francfort-sur-le-Main,  Allemagne
  -  Médaille d'or en difficulté